# Nukleol

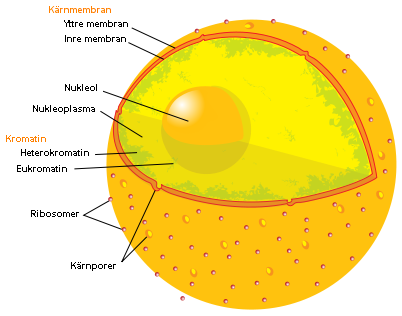
Nukleolen inne i cellkärnan.

Nukleolen är ett litet organ i den eukaryota cellkärnan. Nukleolen kan anses vara en "suborganell" eftersom den finns inne i en primär organell, cellkärnan. Nukleolen är sfärisk, membranlös och omges av kromatin. Den har troligen en funktion vid RNA-syntesen och vid bildningen av ribosomer. Ribosomer beskrivs oftast som cellens fabriker. 
Nukleoler består av protein och ribosomalt DNA (rDNA). rDNA:t är en fundamental komponent av nukleoler eftersom den utgör mallen för transkription av ribosomalt RNA. De flesta djur- och växtceller har en eller flera nukleoler. Vissa celltyper saknar helt nukleol.
Nukleolen har troligen andra funktioner vid sidan av biogenes av ribosomer. Den slutsatsen har dragits eftersom nukleolen inte är synlig i metafasen under mitosen.

### Webbkällor
- ”Cellnukleol”. Svensk MeSH. Karolinska Institutet. https://mesh.kib.ki.se/term/D002466/cell-nucleolus. Läst 3 oktober 2020.